# Hendrick Mokganyetsi
Hendrick Mokganyetsi (ur. 7 września 1975 w Pretorii) – południowoafrykański lekkoatleta specjalizujący się w długich biegach sprinterskich, trzykrotny uczestnik letnich igrzysk olimpijskich (Atlanta 1996, Sydney 2000, Ateny 2004).

## Sukcesy sportowe
- dwukrotny mistrz RPA w biegu na 400 metrów – 2000, 2001[1]

| Rok  | Miasto       | Zawody               | Konkurencja        | Wynik         |
| ---- | ------------ | -------------------- | ------------------ | ------------- |
| 1997 | Ateny        | Mistrzostwa świata   | sztafeta 4 x 400 m | 4. miejsce    |
| 1999 | Sewilla      | Mistrzostwa świata   | sztafeta 4 x 400 m | brązowy medal |
| 1999 | Johannesburg | Igrzyska afrykańskie | sztafeta 4 x 400 m | srebrny medal |
| 2000 | Sydney       | Igrzyska olimpijskie | bieg na 400 m      | 6. miejsce    |
| 2004 | Brazzaville  | Mistrzostwa Afryki   | sztafeta 4 x 400 m | brązowy medal |

## Rekordy życiowe
- bieg na 200 metrów – 21,75 – Pretoria 23/02/2002
- bieg na 400 metrów – 44,59 – Yokohama 09/09/2000 (do 2014 rekord RPA)
- bieg na 600 metrów – 1:15,57 – Leeds 15/06/1997
- bieg na 800 metrów – 1:44,62 – Moskwa 08/06/1997